# Europese weg 601
De Europese weg 601 of E601 is een Europese weg die loopt van Franse Niort naar La Rochelle. Hierbij doet de weg uitsluitend Frankrijk aan.

## Algemeen
De Europese weg 601 is een Klasse B-verbindingsweg en verbindt de A10 bij het Franse Niort met La Rochelle en komt hiermee op een afstand van ongeveer 62 kilometer. De route is door de UNECE als volgt vastgelegd: Niort - La Rochelle.

## Nationale wegnummers
De E601 loopt over de volgende nationale wegnummers:
| Nummer    | Tracé                               |
| Frankrijk | Frankrijk                           |
| --------- | ----------------------------------- |
|           | Niort (A10) - Frontenay-Rohan-Rohan |
|           | Frontenay-Rohan-Rohan - La Rochelle |